# Ренато Гутузо
Ренато Гутузо (итал. Renato Guttuso; Багерија крај Палерма, 26. децембар 1911 — Рим, 18. јануар 1987) је био италијански сликар.

## Биографија
Сликарством је почео да се бави као самоук 1930. године. Снажан утисак на њега је оставила Герника, слика Пабла Пикаса. На његовим делима заступљена је политичка тематика (нпр. Стрељање на отвореном пољу из 1938. године). Био је члан Комунистичке партије. Културном клубу „Коренте“ приступио је 1940. године. Овај клуб борио се против фашистичких елемената у италијанској култури. Развијао је антифашистички реализам у којем су били заступљени елементи кубизма. Из овог периода је слика Распеће (1941. година). После Другог светског рата један је од оснивача Fronte nuovo delle Arti. Био је активан и у политици. У неким његовим надреалистичким делима зступљени су елементи социјалистичког реализма и на њима су приказани призори из живота радника и рудара.